# Aphnaeus frigidus
Aphnaeus frigidus är en fjärilsart som beskrevs av Druce 1873. Aphnaeus frigidus ingår i släktet Aphnaeus och familjen juvelvingar. Inga underarter finns listade i Catalogue of Life.